# Karl Berling
Karl Heinrich Ludwig Berling (* 19. August 1857 in Schwarzenbek, Herzogtum Lauenburg; † 4. Oktober 1940 in Dresden als Carl Heinrich Ludwig Berling) war ein deutscher Kunsthistoriker.
Karl Berling studierte zunächst am Königlichen Polytechnikum in Dresden neun Semester Architektur und arbeitete dann in Architekturbüros. Anschließend studierte er Kunstgeschichte an der Universität Leipzig und wurde 1885 in Tübingen promoviert. Ab dem 1. Juli 1887 war er am Kunstgewerbemuseum, damals einer Abteilung der Kunstgewerbeschule, in Dresden tätig, zunächst als Assistent, ab 1890 als Direktorialassistent und ab 1901 als Museumsvorstand. Von 1904 bis zu seinem Ruhestand 1923 war er Direktor des nun selbständigen Kunstgewerbemuseums.
Seine Spezialgebiete waren Steinzeug, Steingut, Meißner Porzellan und sächsisches Zinn.
Berling war Angehöriger des Corps Teutonia Dresden.

## Veröffentlichungen (Auswahl)
- Die Fayence- und Steingutfabrik Hubertusburg. Ein Beitrag zur Geschichte der sächsischen Keramik. Stengel & Markert, Dresden 1891 (Digitalisat).
- Führer durch das Königliche Kunstgewerbemuseum zu Dresden. Abt. III: Arbeiten in Thon, Porzellan und Glas. Dresden 1895.
- Der Kursächsische Hofbuchbinder Jakob Krause. Hoffmann, Dresden 1897
- Das Meissner Porzellan und seine Geschichte. Brockhaus, Leipzig 1900 (Digitalisat).
- Stadtmarken sächsischer Zinngießer. Heinrich, Dresden 1913.
- Die Meissner Porzellangruppen der Kaiserin Katharina II. in Oranienbaum. Heinrich, Dresden 1914.
- Wikisource: Merkblatt für die Ortsmuseen im Königreich Sachsen, 1914 – Quellen und Volltexte
- Altes Zinn. Ein Handbuch für Sammler und Liebhaber. Schmidt, Berlin 1919.
- Sächsisches Steinzeug aus Waldenburg und Zeitz. Stubenrauch, Berlin 1934.